# Anthea Bell
Anthea Bell (Suffolk, 10 de mayo de 1936-Cambridge, 18 de octubre de 2018) fue una traductora inglesa de obras literarias, incluso de literatura infantil, del francés, alemán y danés. Estas obras incluyen El castillo de Franz Kafka Austerlitz de WG Sebald, la trilogía Inkworld de Cornelia Funke y los Astérix el Galo junto con el cotraductor Derek Hockridge.

## Biografía

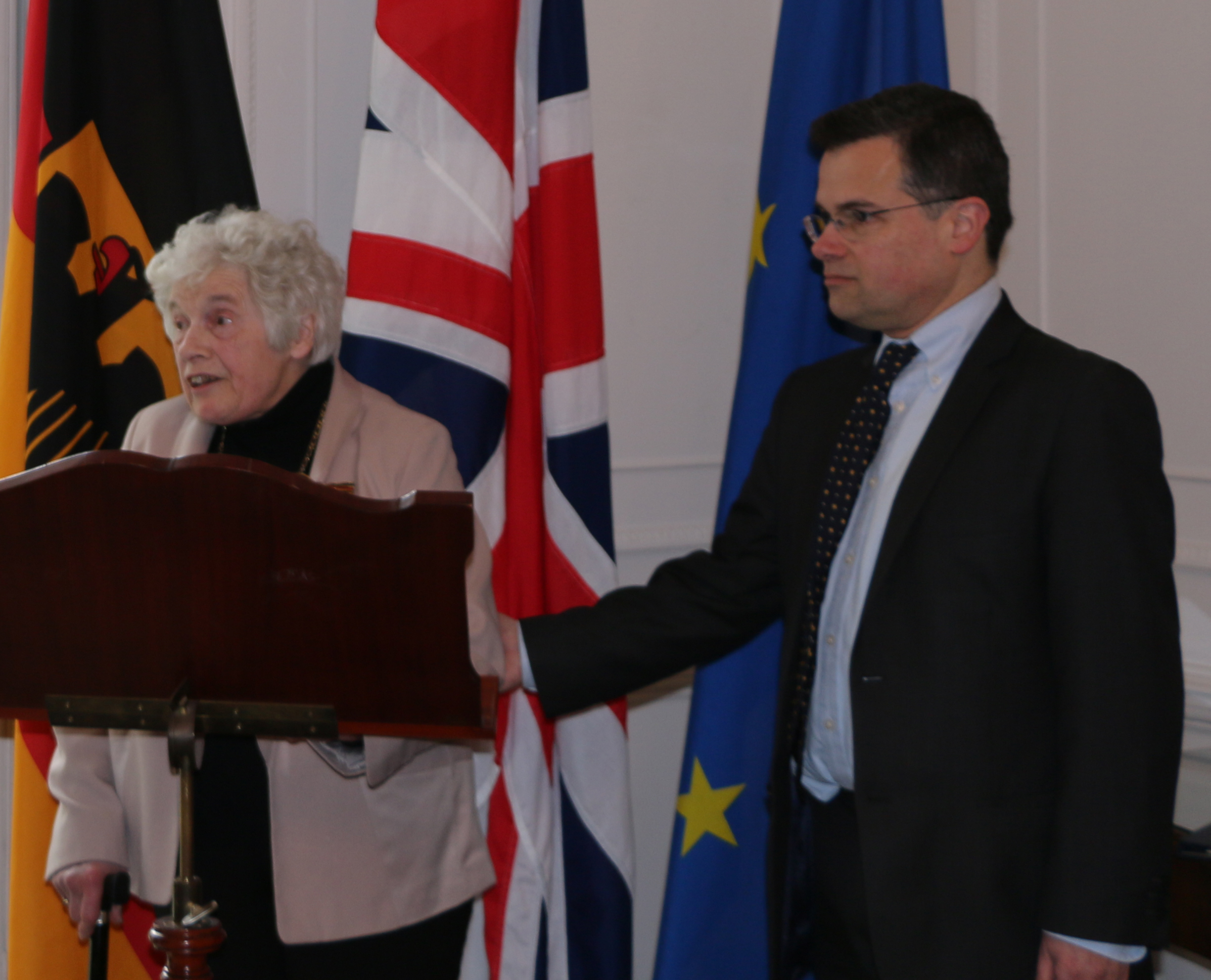
Anthea Bell con su hijo Oliver Kamm en 2015

Bell nació en Suffolk el 10 de mayo de 1936. Según lo que ella contó, heredó sus capacidades de pensamiento lateral, esenciales para un traductor, de su padre, Adrian Bell, autor de Suffolk y el primer autor de crucigramas de The Times. Su madre, Marjorie Bell (de soltera Gibson), era una ama de casa. Su hermano, Martin, era un corresponsal de la BBC y anteriormente miembro independiente del Parlamento durante una legislatura.
Después de haber ido a un internado en Bournemouth, estudió inglés en la Universidad de Oxford. Estuvo casada con el editor y escritor Antony Kamm de 1957 a 1973; la pareja tuvo dos hijos, Richard y Oliver. Oliver Kamm es un redactor jefe para The Times. Después de que sus hijos se independizaran, ella vivió y trabajó en Cambridge. Falleció el 18 de octubre de 2018, a la edad de 82 años.

## Obras
La carrera de Anthea Bell como traductora empezó a finales de los años 50, cuando el editor alemán Klaus Flugge preguntó a Antony Kamm si conocía a alguien capaz de traducir Der Kleine Wassermann (El geniecillo del agua), un libro infantil escrito por Otfried Preussler. Kamm recomendó a su mujer; la versión inglesa de Bell titulada The Little Water Sprite se publicó en 1960. Finalmente, se convirtió en la traductora oficial de Preussler.
Durante décadas, tradujo varias historietas franco-belgas a inglés, (incluyendo Astérix) por lo que sus juegos de palabras fueron alabados por mantener el espíritu francés intacto. Peter Caza, actualmente Profesor Emeritus en la literatura infantil en la universidad de Cardiff, opinó que las "traducciones innovadoras" del francés eran "en cierto modo una muestra del arte de la traducción en su esplendor". Otros cómics que tradujo incluyen El pequeño Nicolás, El teniente Blueberry, y Iznogoud.
Se especializó en traducción infantil, y reescribió la traducción de los cuentos de hadas Hans Christian Andersen del danés para la editorial G. P. Putnam's Sons. También tradujo la trilogía de Corazón de tinta, escrita por Cornelia Funke y la trilogía de Rubí por Kerstin Gier. Otro trabajo incluye El Medallón del arconte (2006), originalmente titulado La Princetta et le Capitaine de Anne-Laure Bondoux.
Bell también tradujo al inglés muchas novelas para adultos, así como algunos libros de historia del arte y musicología. Tradujo  Austerlitz, escrito por W. G. Sebald  (entre otros de sus trabajos), y el homenaje de Władysław Szpilman  a El Pianista del gueto de Varsovia (traducidos, por petición del autor, de la versión alemana). La traducción de algunas obras de Stefan Zweig se dice que ayudó a restaurar su reputación entre lectores anglosajones y que Opiniones del gato Murr de E. T. A. Hoffmann (originalmente Lebensansichten des Katers Murr) también tuvo un efecto positivo sobre el perfil de Hoffman. Asimismo, la editorial Penguin Classics publicó la nueva traducción de Bell de Psicopatología de la vida cotidiana de Sigmund Freud en 2003.
Contribuyó con un ensayo titulado Translation: Walking the Tightrope of Illusion para el libro The Translator as Writer publicado en 2006, donde explica su preferencia en cuanto a traducción "invisible" por la que crea la ilusión de que los lectores no están leyendo una traducción, sino "el original".
Bell fue nombrada agente de la Orden del Imperio Británico (OBE) en el 2010 New Year Honours por sus servicios de traducción. Bell recibió la Orden del Mérito de la República Federal de Alemania en 2015.

## Enfermedad y muerte
En diciembre de 2017, en una columna publicada en un periódico, su hijo, Oliver Kamm, reveló que su madre, debido a una enfermedad, hacía un año había ingresado a un asilo de ancianos y que "su mente prodigiosa había desaparecido". A raíz de su retiro forzoso, el 37.º libro de la serie de Astérix, Astérix en Italia (publicado en octubre de 2017), fue traducido por Adriana Hunter. Al final del libro aparece un mensaje de los editores agradeciendo a Bell por "su maravilloso trabajo de traducción de Asterix durante largos años".
Bell falleció el 18 de octubre de 2018 a los 82 años. .

## Premios notables
- 1987 – Premio Schlegel-Tieck –The Stone and the Flute de Hans Bemmann
- 1996 – Marsh Award for Children's Literature in Translation – A Dog's life de Christine Nöstlinger
- 2002 – Premio Helen and Kurt Wolff Translator's, Goethe-Institut – Austerlitz de W. G. Sebald
- 2002 – Premio de Ficción Extranjero Independiente – Austerlitz de W. G. Sebald
- 2002 – Premio Independent Foreign Fiction – Austerlitz de W. G. Sebald
- 2003 – Premio Schlegel-Tieck –  Rain de Karen Duve
- 2003 – Marsh Award for Children's Literature in Translation – ¿Dónde has estado, Robert? de Hans Magnus Enzensberger
- 2007 – Marsh Award for Children's Literature in Translation – La reina de la laguna de Kai Meyer
- 2009 – Premio de Traducción Oxford-Weidenfeld – Cómo el Soldado Repara el Gramófono de Saša Stanišic
- 2009 – Premio Schlegel-Tieck – Ardiente Secreto de Stefan Zweig
- 2017 – Premio del Museo Eric Carle por la contribucion en literatura infantil[18]

### PremioMildred L. Batchelder
El premio Mildred L. Batchelder es inusual que se otorgue a un editor, aunque hace referencia explícita a una obra determinada, su traductor y su autor. Su intención es fomentar la traducción de obras infantiles al inglés con el fin de "eliminar las barreras al entendimiento entre personas de diferentes culturas, razas, naciones e idiomas".
Anthea Bell, traduciendo del alemán, francés y danés, ha sido mencionada por más obras que cualquier otra persona u organización (incluidas las editoriales) en la historia del premio:
| Año  | Editor                   | Título                               | Autor                | Traductor   | Lengua original | Cita    |
| ---- | ------------------------ | ------------------------------------ | -------------------- | ----------- | --------------- | ------- |
| 1976 | Henry Z. Walck           | The Cat and Mouse Who Shared a House | Ruth Hürlimann       | Anthea Bell | Alemán          | Ganador |
| 1979 | Vatios de franklin, Inc  | Konrad                               | Christine Nöstlinger | Anthea Bell | Alemán          | Ganador |
| 1990 | E.P. Dutton              | El Mundo de Buster                   | Bjarne Reuter        | Anthea Bell | Danés           | Ganador |
| 1995 | E.P. Dutton              | The Boys from St. Petri              | Bjarne Reuter        | Anthea Bell | Danés           | Ganador |
| 2006 | Phaidon La prensa Limitó | Nicholas                             | René Goscinny        | Anthea Bell | Francés         | Honor   |
| 2008 | Phaidon Prensa           | Nicholas y la Pandilla               | René Goscinny        | Anthea Bell | Francés         | Honor   |
| 2009 | Libros de amuleto        | Tiger Moon                           | Antonia Michaelis    | Anthea Bell | Alemán          | Honor   |